# Hodětín
Hodětín (en allemand : Hodietin) est une commune du district de Tábor, dans la région de Bohême-du-Sud, en République tchèque. Sa population s'élevait à 97 habitants en 2020.

## Géographie
Hodětín est un village pittoresque situé au milieu de forêts et de champs, à 8 km au sud-est de Bechyně, à 21 km au sud-est de Tábor, à 32 km au nord de České Budějovice et à 93 km au sud de Prague.
La commune est limitée par Sudoměřice u Bechyně au nord, par Komárov et Zálší à l'est, par Hartmanice et Žimutice au sud, par Záhoří, Březnice et Hodonice à l'ouest.
La commune couvre une superficie totale de 18,95 km2.

## Histoire
Un cimetière païen a été découvert en 1888 au no 8, « chez les Martínek ». Cette découverte laisse donc à penser que ce territoire était habité dans l'Antiquité.
L'une des premières mentions du nom actuel du village date de 1419, lorsque Jan Hájek de Hodětín (haut fonctionnaire, burgrave de Protivín) reçut le château de Písek du roi Venceslas IV. La première mention écrite du village lui-même date de 1521.

## Administration
La commune se compose de trois quartiers :
- Hodětín (comprend le hameau de Kozelka)
- Blatec
- Nová Ves

## Patrimoine
Comme de nombreux villages de la région, Hodětín se distingue par ses vieilles fermes du XIXe siècle de style baroque rural.

## Économie
D'après le recensement de 2011, la commune compte 28 retraités (25 % de la population, soit plus que la moyenne nationale qui est de 22 %) pour une population active de 39 habitants (44 % de la population, soit moins que la moyenne nationale qui est de 28 %).
Une grande partie de la population active travaille dans l'agriculture, notamment pour la coopérative locale Agra Březnice qui exploite la plupart des champs situés sur le territoire cadastral de la commune ainsi qu'un élevage bovin et porcin de plusieurs centaines de têtes de bétail.
La commune compte également quelques artisans ou PME, notamment dans les secteurs de la sylviculture, de la poterie, de la comptabilité et de la traduction.